# Independent Group

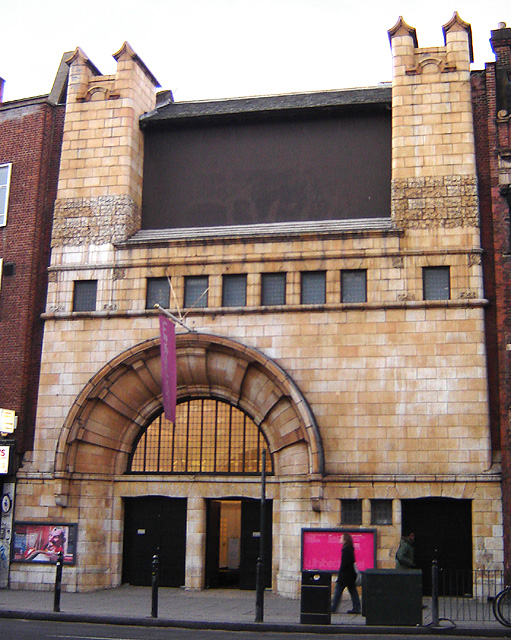
Galeria de arte Whitechapel

O Independent Group foi um grupo de artistas ingleses, fundado em 1952 no Institute of Contemporary Arts (em português: Instituto da Arte contemporânea) em Londres pelos artistas Lawrence Alloway, Alison e Peter Smithson, Richard Hamilton, Eduardo Paolozzi, Reyner Banham, entre outros.
O grupo de artistas utilizava os novos meios de produção gráfica, que culminavam durante as décadas de 1950 e 60, com o objetivo de produzir arte que atingisse as grandes massas. Esse grupo surgiu na Inglaterra e teve forte ligação com a Pop art, tendo como seu maior expoente Lawrence Alloway, líder do grupo e criador do termo Pop art.
O Independent Group se dissolveu formalmente em 1956 depois de organizar a exibição "This Is Tomorrow" em Londres, na galeria de arte Whitechapel Gallery. Informalmente, os ex-membros continuam a se encontrar até meados dos anos 1960.